# Auneau-Bleury-Saint-Symphorien
Auneau-Bleury-Saint-Symphorien ist eine französische Gemeinde mit 6.354 Einwohnern (Stand: 1. Januar 2022) im Département Eure-et-Loir in der Region Centre-Val de Loire. Sie gehört zum Arrondissement Chartres und ist Mitglied im Gemeindeverband Communauté de communes des Portes Euréliennes d’Île-de-France. Das Bureau centralisateur des Kantons Auneau befindet sich in der Gemeinde.
Sie entstand mit Wirkung vom 1. Januar 2016 als Commune nouvelle durch den Zusammenschluss die bisherigen Gemeinden Auneau und Bleury-Saint-Symphorien, die in der neuen Gemeinde den Status einer Commune déléguée haben. Der Verwaltungssitz befindet sich im Ort Auneau. Bleury-Saint-Symphorien selbst war bereits seit 2012 eine Commune nouvelle aus dem Zusammenschluss der Gemeinden Bleury und Saint-Symphorien-le-Château.

## Gliederung
| Commune déléguée         | ehemaliger INSEE-Code | Fläche (km²) | Einwohnerzahl zum 1. Januar 2022 |
| ------------------------ | --------------------- | ------------ | -------------------------------- |
| Auneau (Verwaltungssitz) | 28015                 | 17,05        | 5.100                            |
| Bleury-Saint-Symphorien  | 28361                 | 17,24        | 1.254                            |

## Geografie
Auneau-Bleury-Saint-Symphorien liegt etwa 21 Kilometer östlich von Chartres, etwa 20 Kilometer südsüdwestlich von Rambouillet und etwa 29 Kilometer westnordwestlich von Étampes in der Région naturelle der Beauce an der Grenze zum Département Yvelines. Das Ortsgebiet liegt im Einzugsgebiet der Seine und wird vom Flüsschen Aunay entwässert, das es im Süden von Südost nach Nordwest durchströmt. Im Südwesten mündet es in die Voise, die teilweise durch sumpfiges Gelände fließt und das Gemeindegebiet im Südwesten begrenzt. Die Perray bzw. Rémarde, ebenfalls ein Nebenfluss der Voise, durchquert das nördliche Gemeindegebiet von Ost nach West. Das Zentrum liegt auf einer Höhe von etwa 145 m. Das Bodenrelief zeigt stetige leichte Zunahmen der Erhebungen beiderseits der Flusstäler mit einer maximalen Höhe von 162 m im äußersten Nordosten. Die tiefste Stelle wird mit 113 m beim Austritt der Rémarde aus dem Gemeindegebiet im Nordwesten gemessen.
Teile des Gebiets von Auneau-Bleury-Saint-Symphorien gehören zum 751 Hektar großen Natura 2000-Schutzgebiet „Vallée de l’Eure de Maintenon à Anet et vallons affluents“ (FR2400552) und von zwei ZNIEFF-Naturzonen.
Umgeben wird Auneau-Bleury-Saint-Symphorien von den zwölf Nachbargemeinden:
| Ymeray Gallardon                      | Écrosnes                                    | Orphin (Yvelines)                       |
| Levainville Le Gué-de-Longroi         | Kompassrose, die auf Nachbargemeinden zeigt | Prunay-en-Yvelines (Yvelines)           |
| Béville-le-Comte Oinville-sous-Auneau | Roinville                                   | Orsonville (Yvelines) Aunay-sous-Auneau |

## Bevölkerung

Altersstruktur der Gemeinde

Die Altersstruktur der Gemeinde weist eine relativ junge Bevölkerung auf.

## Sehenswürdigkeiten
- Kirche Saint-Rémy in Auneau aus dem 12. und 13. Jahrhundert, seit 1967 als Monument historique eingeschrieben
- Turm von Auneau aus dem 11., 14. und 15. Jahrhundert, seit 1927 als Monument historique eingeschrieben
- Kirche Saint-Martin in Bleury aus dem 13. und 15. Jahrhundert, seit 2007 als Monument historique eingeschrieben
- Schloss Esclimont in Saint-Symphorien-le-Château aus dem 16. und 19. Jahrhundert
- Kirche Saint-Symphorien aus dem 13. Jahrhundert

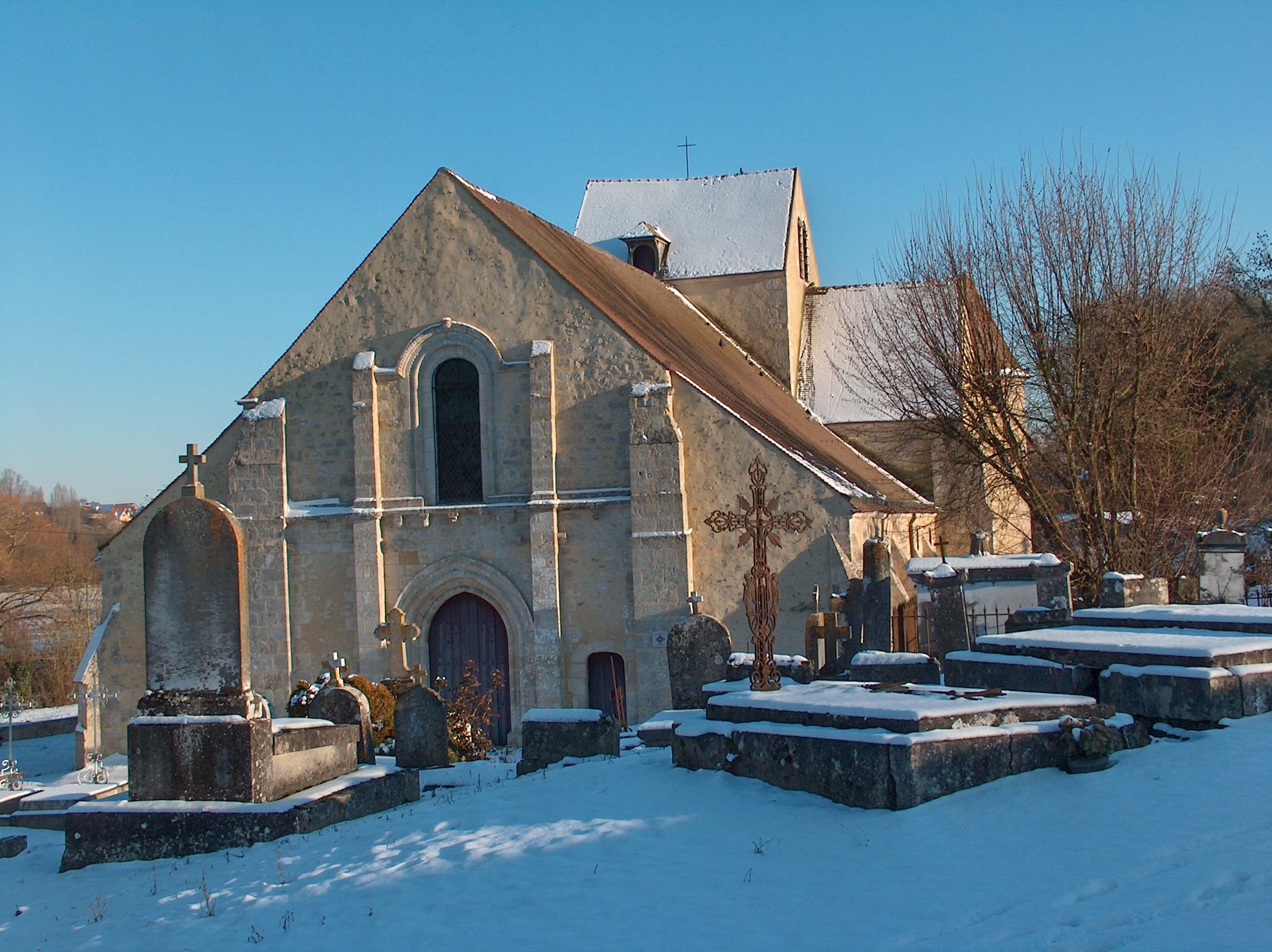
Kirche Saint-Rémy in Auneau
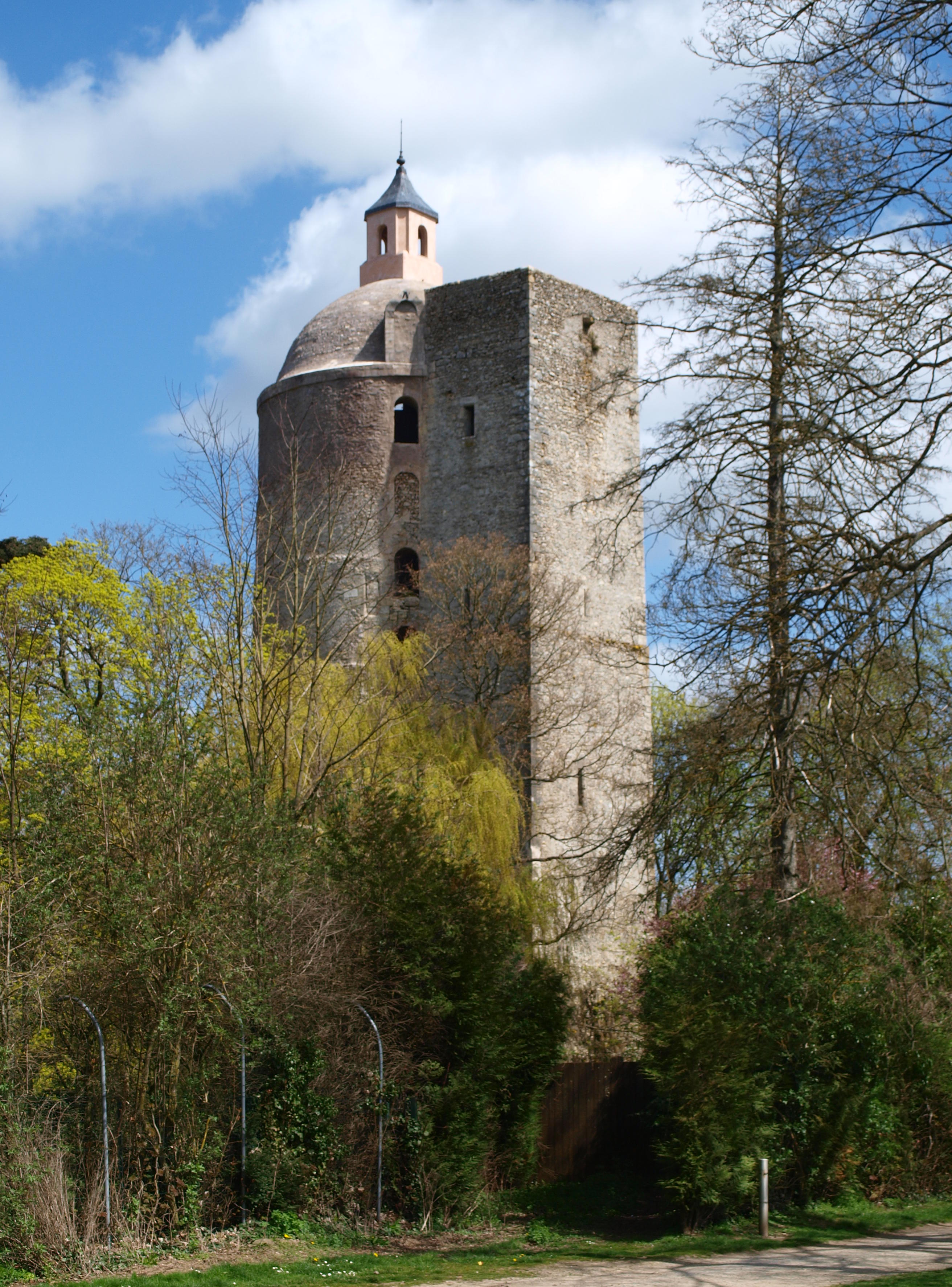
Turm von Auneau
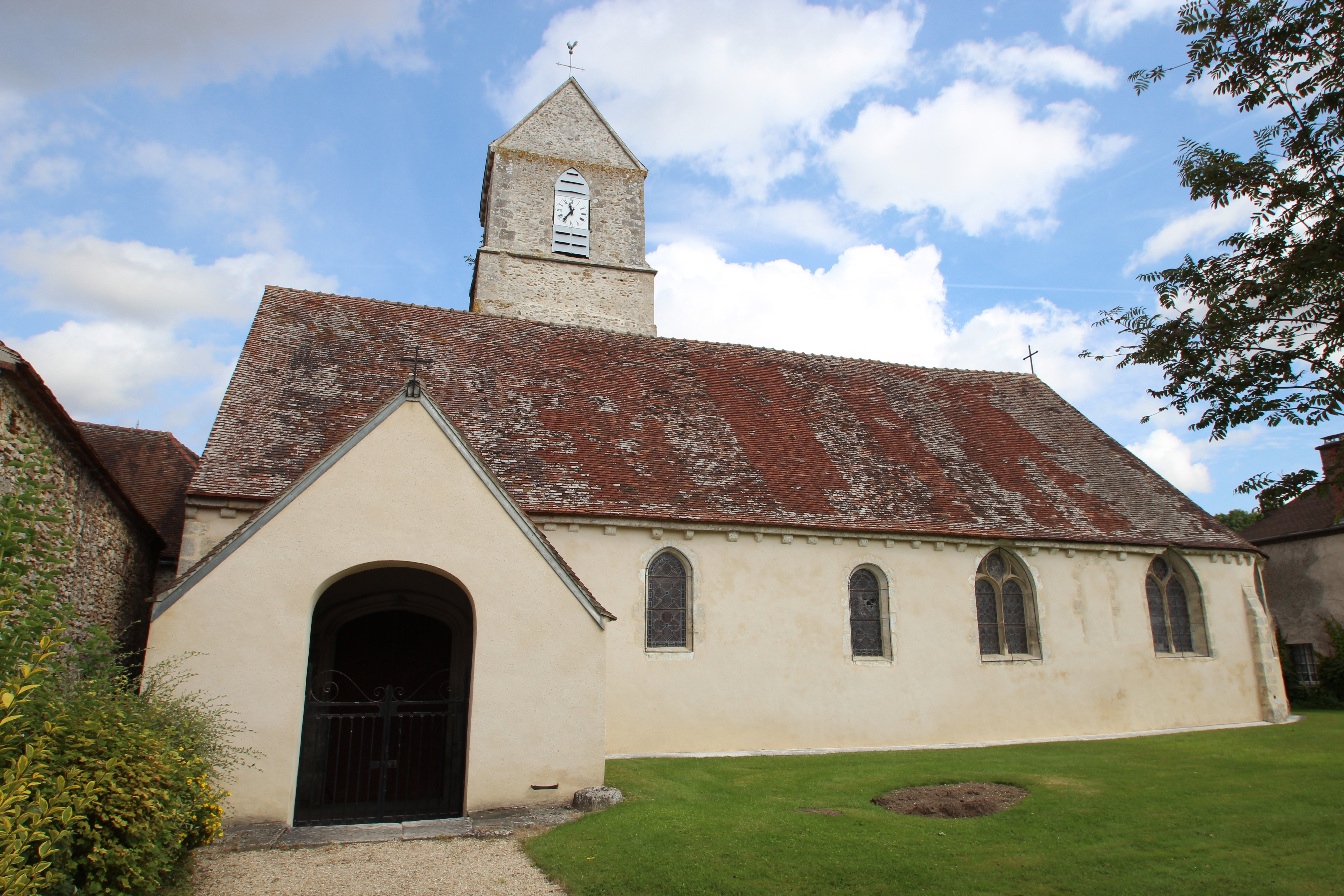
Kirche Saint-Martin in Bleury
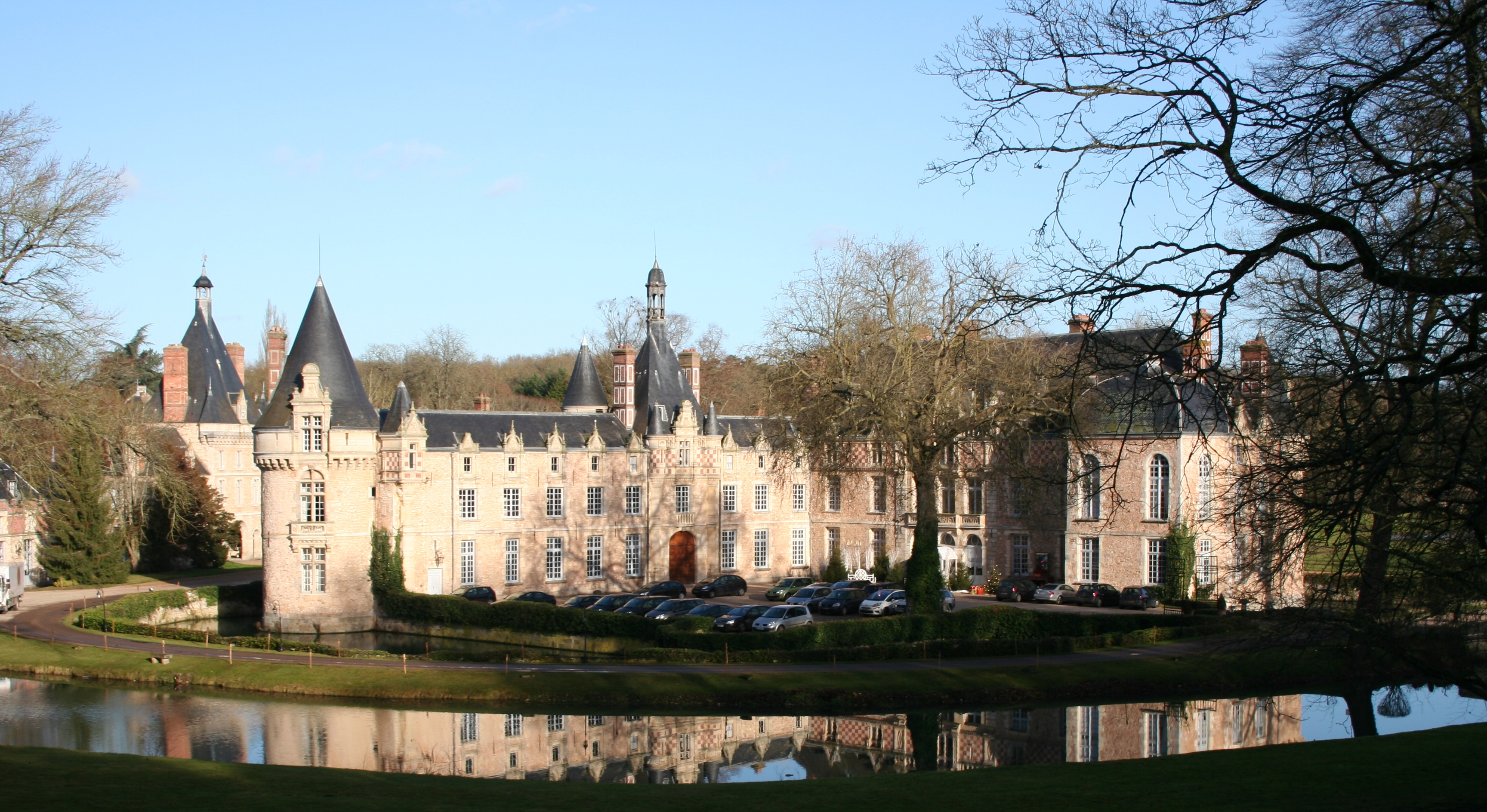
Schloss Esclimont in Saint-Symphorien-le-Château

## Bildung
Die Gemeinde verfügt über
- zwei öffentliche Vorschulen (Écoles maternelles),
- drei öffentliche Grundschulen (Écoles élémentaires),
- eine private Grundschule „Saint Joseph“,
- ein öffentliches Collège „Jules Ferry“ und
- ein privates Collège „Saint Joseph“.[5]

## Wirtschaft
Wichtige Arbeitgeber der Gemeinde sind die Firmen:
- Andros, Herstellung von Milchprodukten
- Axereal, Lebensmittelproduktion
- Amazone, Agrartechnik.[6]

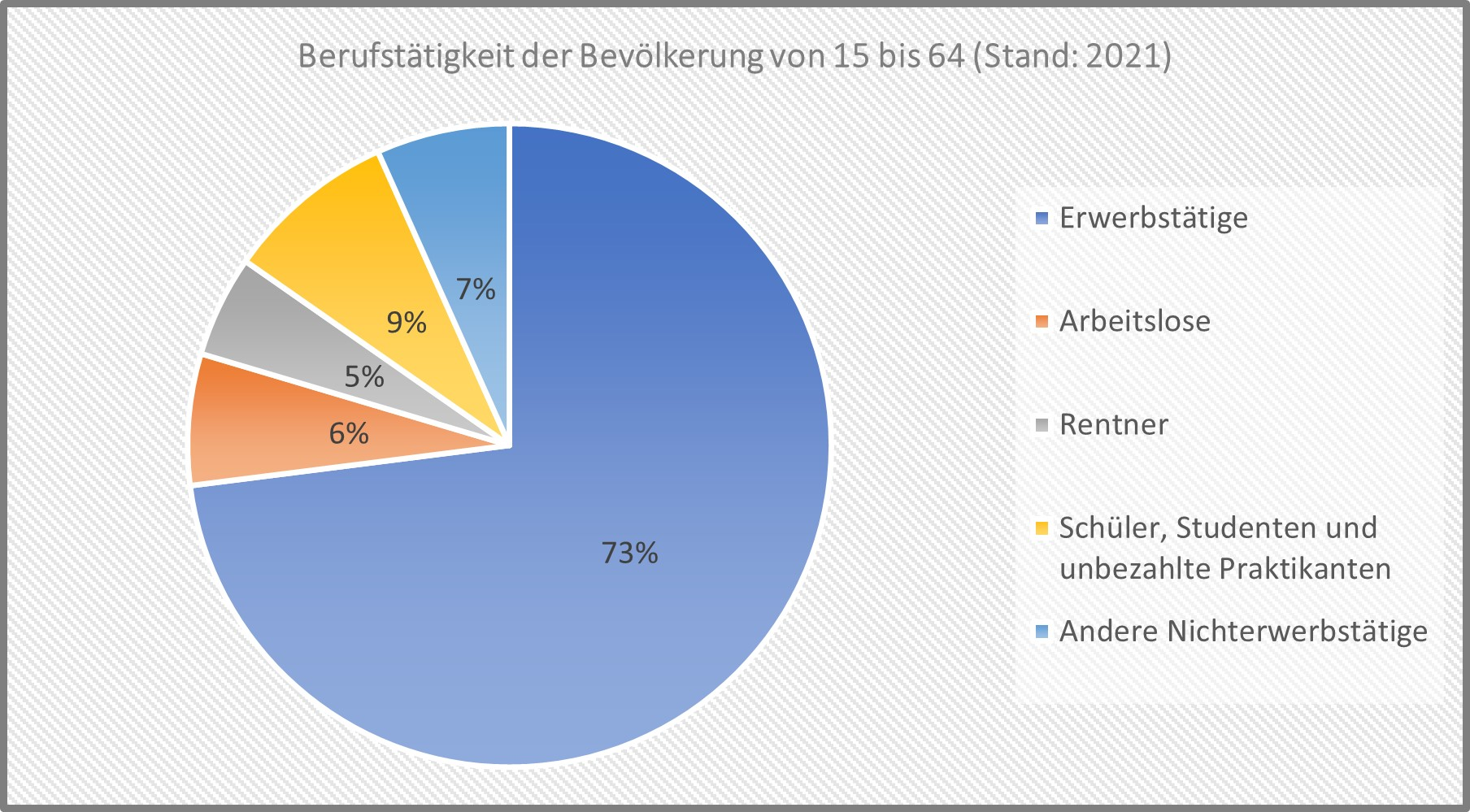
Berufstätigkeit der Bewohner der Gemeinde

Die Arbeitslosigkeitsrate der Gemeinde beträgt 6,6 % (Stand: 2021). Damit liegt sie niedriger als die entsprechende Quote des Départements 8,6 % und die von France métropolitaine 8,8 %.

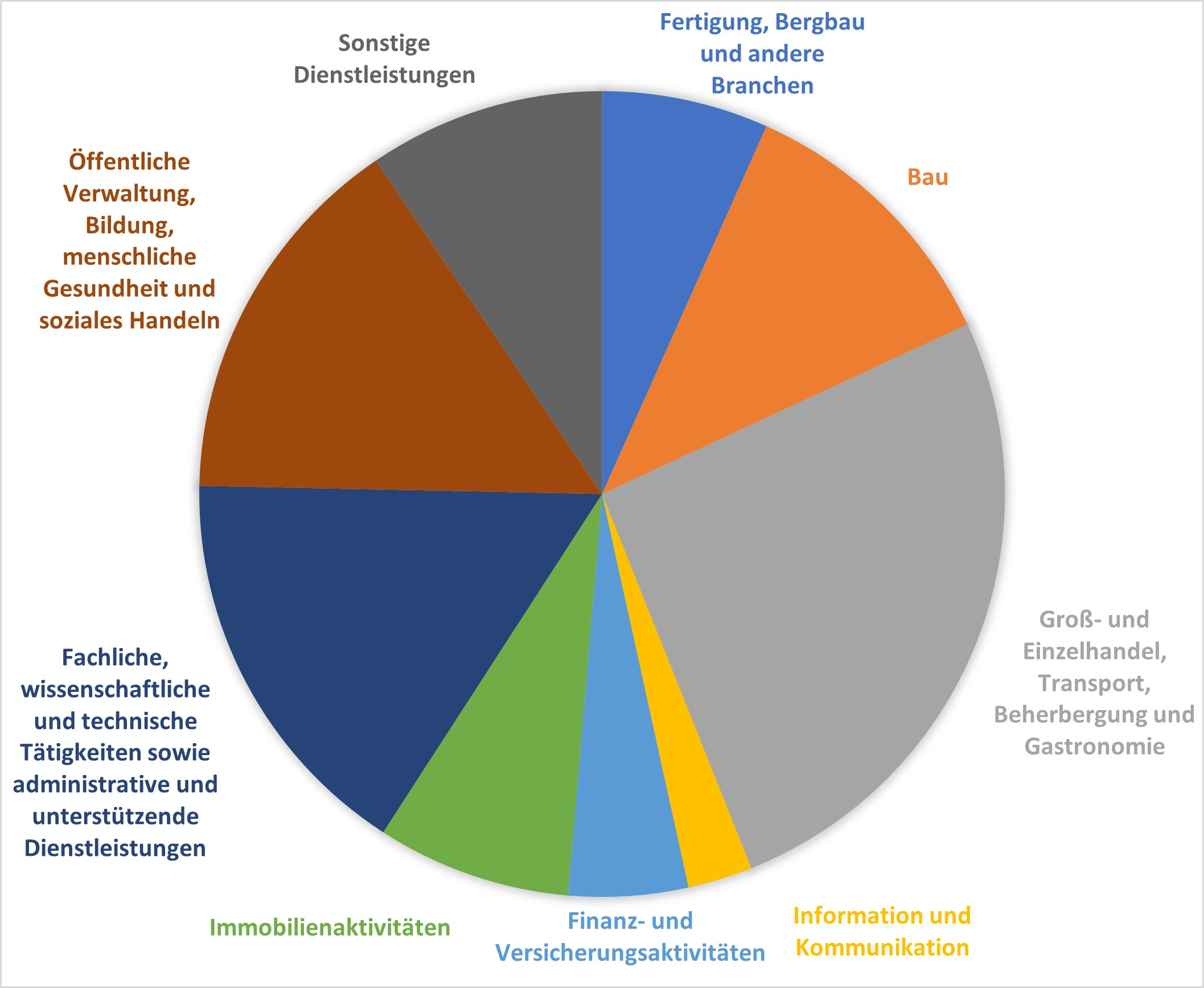
Betriebsstätten nach Branchen in der Gemeinde

Vorherrschende Branchen der Gemeinde außerhalb der Landwirtschaft sind Groß- und Einzelhandel, Transport, Beherbergung und Gastronomie gefolgt von fachliche, wissenschaftliche und technische Tätigkeiten sowie administrative und unterstützende Dienstleistungen.

## Verkehr
Die Autoroute A 11 „L’Océane“ von der Autobahngabelung von der Autoroute A 10 bei Ponthévrard nach Nantes durchquert das Gemeindegebiet ohne Anschlussstelle von Ost nach West. Die Departementsstraße D 910, die ehemalige Route nationale 10 von Paris nach Urrugne an der spanischen Grenze, verläuft parallel zur A 11. Die Departementsstraße D 18 verbindet die Ortsteile Auneau, Bleury und Saint-Symphorien-le-Château miteinander sowie die Gemeinde mit Gallardon im Nordwesten. Nachgeordnete Departementsstraßen und lokale Landstraßen verbinden Auneau-Bleury-Saint-Symphorien mit weiteren Nachbargemeinden.
Busse von vier Linien des Transportunternehmens Rémi der Region Centre-Val de Loire verbinden die Gemeinde mit Chartres, Le Gué-de-Longroi und Oysonville.
Auneau-Bleury-Saint-Symphorien besitzt einen Bahnhof an der Bahnstrecke Paris–Bordeaux, der von Zügen des TER Centre-Val-de-Loire bedient wird, die von Auneau nach Vendôme und Bahnhof Paris-Austerlitz verkehren. Die Fahrtzeit nach Paris beträgt eine gute Stunde. Die Schnellfahrstrecke LGV Atlantique vom Bahnhof Paris-Montparnasse nach Tours durchquert das Gemeindegebiet ohne Haltepunkt.